# 3880 Kaiserman
3880 Kaiserman este un asteroid din centura principală, descoperit pe 21 noiembrie 1984 de Carolyn Shoemaker și Eugene Shoemaker.